# Sunbeam 1000 hp
Sunbeam 1000 hp (англ. The Slug — пуля) — британский рекордный автомобиль, построенный автомобильной компанией Sunbeam Motor Car Company. Был произведён в единственном экземпляре и оснащён двумя авиационными двигателями. Это была первая машина, которая преодолела барьер 200 миль/час (325 км/ч). Экспонируется в Национальном автомобильном музее (город Бьюли, графство Гэмпшир, Англия).

## Конструкция
Команде компании Automobiles Talbot France под руководством Луи Коаталена, работавшей над проектом автомобиля, не хватало средств, поэтому разработка нового двигателя была невозможна. Были использованы авиационные двигатели Sunbeam Matabele объёмом 22,4 литра. Хотя в названии машины и фигурировали буквы «1000 hp» (1000 л. с.), фактическая мощность силовой установки составляла примерно 900 л. с. (670 кВт). Один двигатель был установлен перед водителем, а другой — за ним. Сначала воздухом запускался задний двигатель, затем через механическую фрикционную муфту запускался передний. После синхронизации валы блокировались вместе пружинно-кулачковой муфтой.
Автомобиль был спроектирован капитаном Джеком Ирвингом. В нём были использованы новые решения, такие как кузов с улучшенной аэродинамикой. Автомобиль также имел специальные шины, способные выдерживать 200 миль/час, хотя на этих скоростях они и могли работать только три с половиной минуты. Ещё одной особенностью была главная передача на задний мост с помощью двух цепей. За несколько недель до установления рекорда распространился слух, что инженер и гонщик Джон Г. Парри-Томас был обезглавлен такой цепью, когда она оборвалась в его машине «Babs». Однако расследование показало, что вышло из строя заднее правое колесо, в результате чего «Babs» перевернулся. На автомобиле «Sunbeam 1000 hp» цепи были заключены в стальной бронированный корпус.

## Рекорд
«Sunbeam 1000 hp» стал первым автомобилем неамериканского происхождения, который проехал по трассе Дейтона-Бич для установления рекорда скорости. 29 марта 1927 года Генри Сигрейв установил новый рекорд скорости — 203,79 миль/час (327,97 км/ч), став первым, кто достиг скорости более 200 миль в час (325 км/ч).
В 90-ю годовщину установления Сигрейвом первого рекорда в марте 2016 года его «Sunbeam 1000 hp» был привезён на пляж Эйнсдейл, где этот рекорд был установлен.